# Lecanorchis vietnamica
Lecanorchis vietnamica är en orkidéart som beskrevs av Leonid Vladimirovitj Averjanov. Lecanorchis vietnamica ingår i släktet Lecanorchis och familjen orkidéer.
Artens utbredningsområde är Vietnam. Inga underarter finns listade i Catalogue of Life.